# パレンケ・ソウルトライブ
パレンケ・ソウルトライブ（Palenke Soultribe）は、ロサンゼルスを拠点に活動するコロンビア人ミュージシャンのバンド。
アフロ・コロンビアン・リズム要素を電子音楽等の現代音楽的サウンドと融合させたダンサブルな楽曲を創造するバンドとして知られる。

## 来歴
2005年にロサンゼルスで結成。
NPRの音楽番組Alt.Latinoは、
同番組のお気に入りバンドとして、パレンケ・ソウルトライブの楽曲を度々紹介しており、
2013年には、その年のお気に入りアーティストの１つとして同バンドを選出した。
2015年5月の第8回パチャンガ・ラティーノ・ミュージック・フェスティバルに出演し、ステージ演奏を行った。
なお、このイベント出演が同バンドの2015年最初のステージ演奏イベントで、
この後、ヨーロッパ・ツアーが予定されている。

## ディスコグラフィー
ここの項目の主要ソース：

### シングルおよびEP盤
- Folkloric dekonstruction (2005)
- Tropico & Cielo Remixes (2007)
- Tropico & Cielo Remixes II (2008)
- Tropico & Cielo Remixes III (2008)
- Wepalenke (2010)
- ORO REMIXES (2010)
- VERSUS (2014)

### フルアルバム
- TROPIC N' HEAVEN (2007)
- ORO (2009)
- MAR (2013)
- SANGRE (2015)

## メンバー
ここの項目の主要ソース：
- ホゥアン・ディエゴ・ボルダ（Juan Diego Borda 別名 Insectosound／インセクトサウンド）: 音楽プロデューサー、エレクトリックベース
- アンドゥレス・"ポパ"・エラソ（Andres "Popa" Erazo）: 音楽プロデューサー、キーボード
- アルヘル・コタ（Argel Cota）: ドラムス
- クロドミロ・モンテス（Clodomiro Montes）: パーカッション

ホゥアン・ディエゴ・ボルダとアンドゥレス・"ポパ"・エラソの2名がオリジナルのバンド創始メンバー。その後、アルヘル・コタ、クロドミロ・モンテスと加入しメンバーが4名に。なお、メンバー以外に様々なアーティストをゲストに迎えてコラボしての音楽創作活動を精力的に行っている。
（2015年5月現在）